# Чемпіонат України з американського футболу 2001
Чемпіонат України з американського футболу 2001
Сторінка недоопрацьована, у зв'язку з неповною інформацією про результати матчів та формат турніру.

## Команди учасниці
Участь у чемпіонат прийняли сім команд.
Київські Гепарди перейменовано у Київські Бомбардири.
Вінницькі Вовки знову грали у Західній конференції.
Східну конференцію склали Донецькі Орли, Донецькі Молотобойці та Донецький Легіон.
Скіфи Донецьк за регламентом підключались до чемпіонської гонки з другого етапу:
Східна конференція
1. Донецькі Орли
2. Донецькі Молотобойці
3. Донецький Легіон

Західна конференція
1. Київські Словяни
2. Київські Бомбардири
3. Ужгородські Лісоруби
4. Вінницькі Вовки

## Календар змагань
Формат чемпіонату було змінено.
- Команди поділені за географічним принципом на дві конференції — Західну та Східну
- Переможці конференцій грали півфінал.
- Скіфи Донецьк грали у фіналі з переможцем півфіналу

На даний час відомі тільки наступні результати цього чемпіонату:
Західна конференція 
- 30.06.2001 Київські Словяни — «Вовки» Вінниця 53:10
- 23.06.2001 «Бомбардири» Київ — Київські Словяни 18:19
- 16.06.2001 «Лісоруби» Ужгород — Київські Словяни 0:36
- 02.06.2001 «Вовки» Вінниця — Київські Словяни 0:53
- 19.05.2001 Київські Словяни — «Бомбардири» Київ 33:0
- 05.05.2001 Київські Словяни — «Лісоруби» Ужгород 34:12
- 12.05.01 Вовки Бомбардири 12 / 48
- 19.05.01 Вовки Лісоруби 6 / 21
- 26.05.01 Бомбардири Лісоруби 14 / 6
- 16.06.01 Бомбардири Вовки 36 / 24
- 23.06.01 Лісоруби Вовки 22 / 16
- 30.06.01 Лісоруби Бомбардири 18 / 20

Східна конференція 
- 05.05.01 Орли Молотобойці 34 : 00
- 12.05.01 Молотобойці Легіон 15 : 09
- 19.05.01 Молотобойці Орли 25 : 15
- 26.05.01 Орли Легіон 44 : 00
- 02.06.01 Легіон Орли 12 : 20
- 09.06.01 Легіон Молотобойці 18 : 25

## Зведена турнірна таблиця

### Західна конференція
| Команда              | КС         | КБ          | УЛ         | ВВ          | В | П |
| -------------------- | ---------- | ----------- | ---------- | ----------- | - | - |
| Київські Словяни     | ---        | 32:0 19:18  | 34:12 36:0 | 53:0 53:10  | 6 | 0 |
| Київські Бомбардири  | 0:32 18:19 | ---         | 14:6 20:18 | 48:12 36:24 | 4 | 2 |
| Ужгородські Лісоруби | 12:34 0:36 | 6:14 18:20  | ---        | 21:6 22:16  | 2 | 4 |
| Вінницькі Вовки      | 0:53 10:53 | 12:48 24:36 | 6:21 16:22 | ---         | 0 | 6 |

### Східна конференція
| Команда              | ДО         | ДМ         | ДЛ         | В | П |
| -------------------- | ---------- | ---------- | ---------- | - | - |
| Донецькі Орли        | ---        | 34:0 15:25 | 44:0 20:12 | 3 | 1 |
| Донецькі Молотобойці | 0:34 25:15 | ---        | 15:9 25:18 | 3 | 1 |
| Донецький Легіон     | 0:44 12:20 | 9:15 18:25 | ---        | 0 | 4 |

## Фінали
Суперфинал 
- 15.07.2001 Київські Словяни — «Скиіфи-ДонНТУ» Донецьк 14:21

Плей-офф 
- 08.07.2001 Київські Словяни — «Орли» Донецьк 39:0